# Budzice
Budzice [buˈd͡ʑit͡sɛ] (tiếng Đức: Neuhof) là một khu định cư ở khu hành chính của Gmina Bierzwnik, thuộc quận Choszczno, West Pomeranian Voivodeship, ở phía tây bắc Ba Lan. Nó nằm khoảng 3 kilômét (2 mi) về phía đông bắc của Bierzwnik, 24 km (15 mi) về phía đông nam của Choszczno, và 85 km (53 mi) về phía đông nam của thủ đô khu vực Szczecin.